# Bathycolpodes melanceuthes
Bathycolpodes melanceuthes là một loài bướm đêm trong họ Geometridae.